# Kapituła kolegiacka w Wojniczu
Kapituła Kolegiacka św. Wawrzyńca męczennika w Wojniczu – jedna z kapituł w diecezji tarnowskiej, została utworzona w 1465 oraz ponownie w 2014 r. przy parafii św. Wawrzyńca męczennika w Wojniczu.

## Historia
Król Kazimierz Jagiellończyk, 14 stycznia 1460 r., wyraża zgodę na utworzenie przy kościele wojnickim kolegium kapłanów, wśród których mieli być prałaci (prepozyt, kustosz i scholastyk) oraz czterech mansjonarzy. Na podstawie królewskiego zezwolenia bp krakowski Jan Lutek z Brzezia dnia 4 lutego 1465 r. eryguje kapitułę. 1 grudnia 1751 bp krakowski Andrzej Stanisław Kostka Załuski utworzył w kapitule prałaturę archidiakona i powołał do istnienia archidiakonat wojnicki (w ówczesnej diecezji krakowskiej), do którego włączono dwa dekanaty: wojnicki i lipnicki, następnie w 1765 r. wojnicki archidiakonat został powiększony o cztery dekanaty, tj.: biecki, bobowski, jasielski i żmigrodzki.

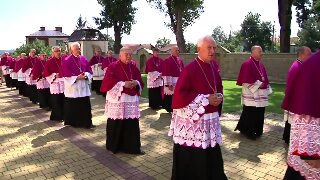
Kanonicy kolegiaty w Wojniczu

Kapłani kapituły odgrywali znaczącą rolę w diecezji krakowskiej i państwa polskiego. Wielu z nich posiadało stopnie naukowe i było profesorami uniwersyteckimi, pełnili też ważne urzędy. Byli także oficjałami, notariuszami, sędziami i wizytatorami biskupimi. Kilku z nich było m.in.: kapelanami królewskimi, referendarzami i kustoszami skarbca koronnego, a czterech kanoników pełniło rolę sekretarza królewskiego. Kapituła wojnicka prowadziła również szkołę, z której wyszło wielu studentów Akademii Krakowskiej i odegrali znaczącą rolę w nauce polskiej. W 1727 r. nazywano tę szkołę Lyceum Voynicianum. Kapituła oprócz szkoły sprawowała także troskę nad szpitalem ubogich w Wojniczu przy kościele św. Leonarda.
W 1786 r. na skutek decyzji władz austriackich kapituła została zniesiona (prebendę prepozyta zamieniono w beneficjum proboszcza), a prepozyt tejże kapituły ks. dr Jan Duvall od 1783 roku został zamianowany biskupem diecezji tarnowskiej.
Biskup tarnowski Andrzej Jeż na mocy dekretu z dnia 9 sierpnia 2014 r. przywrócił kościołowi parafialnemu w Wojniczu tytuł kolegiaty i erygował przy nim (na nowo) kapitułę kolegiacką pw. św. Wawrzyńca męczennika.

## Kanonicy Kapituły Kolegiackiej w Wojniczu

### Kanonicy Prałaci[6]
Prepozyt – ks. dr Jan Gębarowski, mian. 2014
Archidiakon – ks. dr Krzysztof Bułat, mian. 2014
Scholastyk – ks. dr Jacek Nowak, mian. 2014
Dziekan – ks. dr hab. Robert Kantor, mian. 2014
Kustosz – ks. dr Grzegorz Lechowicz, mian. 2014
Kantor – ks. dr Jan Banach, mian. 2014
Kanclerz – ks. dr Bogusław Połeć, mian. 2014

### Kanonicy Gremialni[6]
- ks. mgr Zbigniew Guzy, mian. 2014
- ks. mgr Czesław Haus, mian. (2016) 2021
- ks. mgr lic. Zbigniew Pietruszka, mian. 2014
- ks. mgr Ryszard Sorota, mian. 2014
- ks. mgr Andrzej Surowiec, mian. 2015
- ks. dr hab. Bogdan Węgrzyn, mian. (2016) 2021

### Kanonicy Honorowi
W skład kapituły, oprócz kanoników prałatów i gremialnych mianowani są przez biskupa również kanonicy honorowi.

## Prepozyci (przewodniczący) kapituły
- 1465–1491, Maciej z Buska, prepozyt wojnicki
- 1497–1520, Michał z Bystrzykowa (i z Pacanowa), Paryski, profesor i rektor akademii krakowskiej, prepozyt wojnicki
- 1520, dr Andrzej Kostka, prepozyt wojnicki, lekarz króla Zygmunta Starego, kanonik płocki
- 1520–1532, Mikołaj Zamoyski, kanonik krakowski, chełmski, kantor sandomierski, prepozyt tarnowski, kanonik łęczycki, prepozyt wojnicki
- 1532–1546, Wilhelm Jarocki, kanonik krakowski, prepozyt wojnicki
- 1546–1576, Mikołaj Ocieski, kanonik krakowski i wiślicki, prepozyt skalbmierski i wojnicki
- 1576–1609, Andrzej Chrościński, protonotariusz apostolski, dziekan foralny wojnicki, prepozyt wojnicki
- 1609–1617, Wojciech Skoroszewski, prepozyt
- 1618–1628, Jan Kwaśnicki, kanonik płocki, archidiakon nowosądecki, kustosz skalbmierski, prepozyt
- 1629–1641, Aaron Balicki, kanonik sklabmierski, kustosz opatowski, prepozyt wojnicki
- 1648–1649, Jan Peronres, kanonik warmiński, prepozyt
- 1649–1663, Stanisław Miaszkowski, kanonik płocki, kustosz skarbca koronnego, prepozyt
- 1664–1675, Piotr Rupniowski, prepozyt
- 1675–1689, Stefan Łodziński, oficjał pilicki, prepozyt wojnicki
- 1689–1700, Jan Stefan Małachowski, kanonik krakowski, kantor sandomierski, prepozyt wojnicki
- 1701, Konstanty Dąmbski, scholastyk włocławski, prepozyt wojnicki
- 1703–1720, Jan Szymon Kamiński, kanonik płocki, prepozyt wojnicki
- 1720–1757, Adam Paweł Stadnicki, kanonik i kantor przemyski, kanonik warszawski, prepozyt wojnicki
- 1757–1785, Jan Duwall, biskup nominat tarnowski, prepozyt wojnicki[7]
- 1786–1800, Andrzej Grochowalski, kanonik chełmski, prepozyt wojnicki

Zniesienie kapituły wojnickiej (erygowana ponownie od 2014 r.)
- 2014 – nadal, dr Jan Gębarowski, prepozyt (wznowionej) kapituły wojnickiej (od 9 sierpnia 2014), dziekan wojnicki, proboszcz (od 21 sierpnia 2011).

źródło: